# Veneno es antídoto (S.O.S.)
«Veneno es antídoto (S.O.S.)» es el segundo sencillo del álbum Defecto Perfecto, de la banda mexicana, División Minúscula. La canción tiene sonidos más cercanos al rock alternativo sin omitir el sonido punk rock característico de la banda. El sencillo fue lanzado en diciembre de 2006 y distribuido por Universal Music de México.

## Video musical
En el video musical aparece la banda haciendo interpretaciones de la canción al mismo tiempo que se hacen cambios de escena en los que aparecen parejas mostrando actos de violencia y rencor. El video musical fue estrenado en diciembre de 2006 en MTV Latinoamérica.